# Avendorf (Tespe)
Avendorf ist ein Ortsteil der niedersächsischen Gemeinde Tespe in der Samtgemeinde Elbmarsch.

## Geografie
Avendorf liegt östlich vom Kernort Tespe entfernt an der L217. Die Elbe fließt nördlich in unmittelbarer Entfernung.

## Geschichte
Avendorf gehörte 1230 zum Bistum Ratzeburg. Im Ratzeburger Zehntregister von 1230 wird das Dorf erstmals urkundlich erwähnt. Damals hieß es noch „Vventhorp“, im Jahre 1313 „Ouendorpe“. Das Dorf wurde in der Kolonisationszeit des 12. Jahrhunderts gegründet. Noch vor der Mitte des 14. Jahrhunderts wurde das Dorf ebenso wie Tespe in die gegenüberliegende Elbmarsch verlegt.
Im Mittelalter war Avendorf ein Dorf an der Grenze. Als Grenze galt die Elbe. Daher war damals der Schmuggel ein Hauptwirtschaftszweig. Im Dorfkern stand eine fast 200 Jahre alte, im Juni 2008 wegen Schädlingsbefalls gefällte Eiche, „Franzoseneiche“ genannt, da sie während der von 1811 bis 1814 währenden sogenannten Franzosenzeit gepflanzt wurde, als 9000 Soldaten der französischen Armee unter dem Befehl Napoleons dort campierten. (Seinerzeit gehörte Avendorf im Arrondissement Lüneburg zum französischen Departement der Elbmündungen.)
Am 20. April 1945 wurden 22 Bauernhöfe durch Bomben eines Fliegerangriffes zerstört. Ein Gedenkstein erinnert heute an die Opfer dieses Angriffes.
Die Eingemeindung der ehemals eigenständigen Gemeinde Avendorf fand im Zuge der Gebietsreform in Niedersachsen statt. Seitdem gehört Avendorf zur Gemeinde Tespe.

## Wirtschaft und Infrastruktur
Avendorf ist ein langgezogenes Dörfchen, das sich an der Elbe entlangschmiegt. Hier ist die Freiwillige Feuerwehr der Dreh- und Angelpunkt der Dorfgemeinschaft. Im Dorf gibt es weiterhin noch einen Campingplatz.